# Quercetina

Numeração dos carbonos nos flavonóides

Quercetina é um flavonoide natural que possui propriedades farmacológicas, tais como Anti-inflamatória, anticarcinogênica (pois atua no sistema imunológico), antiviral, influencia na inibição de cataratas em diabéticos, anti-histamínicas (antialérgicas), cardiovascular, entre outras atividades. 
A quercetina possui também propriedades antioxidante e cardioprotetora, reduzindo o risco de morte por doenças das coronárias e diminuindo a incidência de enfarte do miocárdio.
A quercetina pode ser encontrada abundantemente em diversas plantas, o que reduz seu custo de extração. Alimentos comuns da dieta humana como maçãs, cebolas, chás, brócolis e vinho tinto,  possuem relevante quantidade de quercetina.